# 大野萌亜
大野 萌亜（おおの もあ、2004年3月6日 - ）は、熊本県出身の、日本の柔道選手。階級は57kg級。身長169cm。組み手は右組み。得意技は内股。

## 経歴
玄武館少年柔道クラブで柔道を始めると、託麻中学3年の時に全国中学校柔道大会52㎏級に出場するも3回戦で敗れた。熊本西高校へ進むと、2年の時に高校選手権57㎏級の3回戦で敗れた。2022年に福岡大学へ進学すると、1年の時に優勝大会で3位となった。2年の時に全日本ジュニアで3位だった。3年の時には全日本ジュニアの決勝で筑波大学1年の白金未桜に敗れて2位だった。講道館杯では3位になった。グランドスラム・東京では2回戦で敗れた。グランドスラム・タシケントでは決勝まで進むと、帝京大学4年の大森朱莉に大外刈で敗れるも2位となった。4年の時には体重別の準決勝で自衛隊体育学校の渕田萌生に腕挫十字固で敗れた。ワールドユニバーシティゲームズでは準決勝で韓国のホ・ミミに敗れて3位だった。団体戦では準決勝の韓国戦でホ・ミミを合技で破ると、決勝のフランス戦は自らが出場する前にチームの優勝が決まった。
IJF世界ランキングは1000ポイント獲得で51位(25/7/20現在)。

## 戦績
- 2022年 - 優勝大会 3位
- 2023年 - 全日本ジュニア 3位
- 2023年 - 講道館杯 7位
- 2024年 - 全日本ジュニア 2位
- 2024年 - 講道館杯 3位
- 2025年 - グランドスラム・タシケント 2位
- 2025年 - 体重別　3位
- 2025年 - ワールドユニバーシティゲームズ　個人戦　3位　団体戦　優勝

(出典JudoInside.com)